# Cécile Guillame
 (juillet 2025).
Cécile Guillame, née à Chassey-lès-Montbozon (Haute-Saône) le 18 juillet 1933 et morte le 4 août 2004 à Vesoul, est la première femme graveuse de timbres-poste français.
Formée à l'école des beaux-arts de Nancy et de Paris dans les années 1950, elle adopte la gravure. Elle incorpore la poste française grâce à son époux, le graveur Michel Monvoisin. Son premier timbre est émis à Monaco en 1967 et fait d'elle la première femme à graver des timbres en France. Son premier timbre pour la France métropolitaine date de 1973 et présente le Clos Lucé à Amboise.
Au moment de sa retraite en 1993, elle avait gravé et parfois dessiné plus de trois cents timbres pour la France, Andorre, Monaco, les territoires d'Outre-Mer et plusieurs pays d'Afrique francophone.
Son art s'exerça également en estampes et sur céramiques.

## Principales réalisations
- Premier timbre : « Cooper-Climax 1962 », série des voitures ayant remporté le Grand Prix automobile de Monaco, Monaco, 1967 ; d'après un dessin de Pierrette Lambert.
- Premier timbre pour la France métropolitaine : « Le Clos Lucé à Amboise », France, 1973.